# Élise Delzenne
Élise Delzenne (Lesquin, 28 gennaio 1989) è un'ex ciclista su strada e pistard francese, attiva tra le Elite dal 2013 al 2017.
Nel 2013 si è laureata campionessa nazionale in linea su strada.

## Carriera

### I primi anni e il ritiro
Nata a Lesquin da Sylvie e Philippe Delzenne, ma originaria di Nomain, vicino al confine tra Francia e Belgio, Élise Delzenne comincia a praticare ciclismo all'età di dieci anni nella squadra del Cyclo Club d'Orchies. Partecipa a parecchie settimane federali internazionali di cicloturismo, e a dodici anni inizia la carriera agonistica nella sezione UFOLEP del suo club. Nel 2004 passa alla squadra dell'ESEG Douai, associata alla Federazione francese di ciclismo. Si mette in evidenza con il secondo posto al campionato del dipartimento del Nord ad Anor.
Nel 2005, ai campionati francesi allievi, vince la medaglia d'argento della corsa a punti di categoria. Su strada ottiene un undicesimo posto ai campionati francesi svoltisi a Pont-du-Fossé. L'anno dopo partecipa quindi ai campionati europei di Valkenburg. Per il 2007 gareggia con la squadra juniores di Wasquehal: nello stesso anno si laurea campionessa francese della corsa a punti juniors a Hyères e si classifica quarta nell'inseguimento. Successivamente conquista in volata il titolo di campionessa francese juniors su strada a Mussidan. È anche quarta a cronometro.
Dopo la vittoria del titolo nazionale e il conseguimento della maturità scientifica, Delzenne decide di ritirarsi dalle gare per concentrarsi sugli studi. Nel 2009 si laurea in assistenza di ingegneria a Armentières, entra quindi nella scuola d'ingegneria tessile ENSAIT facendo inoltre formazione integrata per un'azienda di Bailleul. Rimane comunque sportivamente attiva e partecipa alla maratona della Route du Louvre nel 2010. Nel 2012 si laureerà quindi in ingegneria, iniziando a lavorare per una lavanderia di Soissons come addetta alla qualità.

### 2012-2013: il rientro e il titolo nazionale
Alla fine del 2011 Élise Delzenne decide di tornare alle gare per la stagione seguente con il club di La Madeleine. Durante l'anno ottiene numerosi piazzamenti in Belgio, partecipa inoltre ai campionati francesi di Saint-Amand-les-Eaux, ma senza successi: cade durante la cronometro e chiude diciottesima, mentre nella prova in linea viene coinvolta in una caduta a un chilometro dall'arrivo. Su pista, ai campionati nazionali di Bordeaux, ottiene un terzo posto nell'omnium; nella seconda parte dei campionati, a Hyères, centra invece il quarto posto nella corsa a punti e il quinto nell'inseguimento.
Il 2013 è un anno positivo per Élise Delzenne, tra le file della squadra Women's Bourgogne-Pro Dialog. Come già l'anno prima è terza nell'omnium ai campionati francesi di Roubaix. Ottiene poi buoni risultati nelle prove della Coppa di Francia, a Pujols, in Ain e a Plumelec. Partecipa quindi alla Gand-Wevelgem (si piazza diciannovesima), al Grand Prix Elsy Jacobs, in cui conclude al settimo posto in classifica generale, e al Giro del Trentino con la maglia della Nazionale. In giugno diventa campionessa francese su strada in linea a Lannilis, battendo in volata il resto del gruppo di testa, mentre a cronometro conclude quarta. Nella seconda parte di stagione ottiene due successi minori in Belgio, acquisisce comunque esperienza gareggiando al Giro del Belgio, al Grand Prix de Plouay, al Giro della Toscana e ai campionati del mondo di Firenze. All'inizio di ottobre annuncia il trasferimento, per il 2014, al team Specialized-Lululemon.

### 2014: Specialized-Lululemon

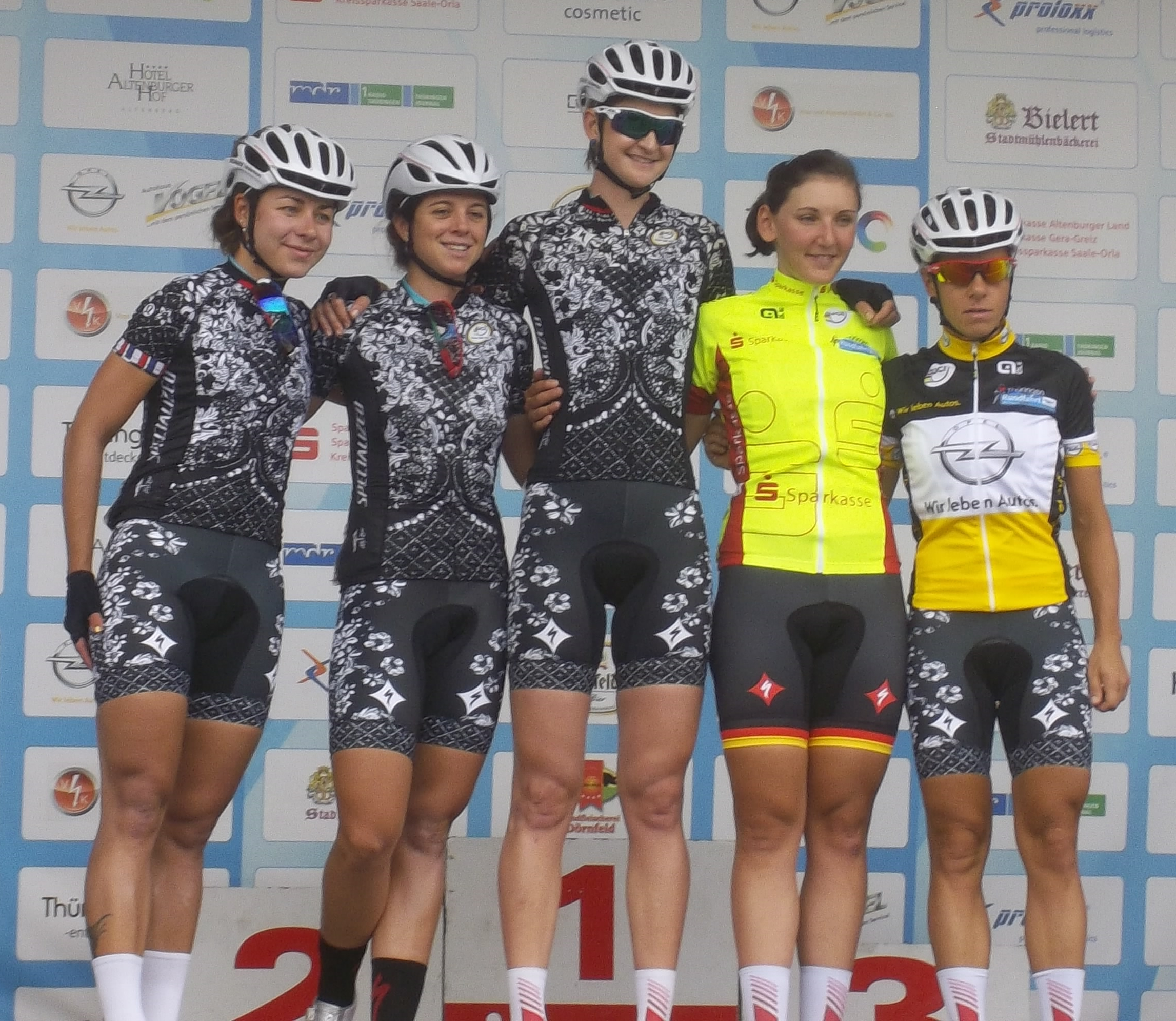
Il podio della Thüringen Rundfahrt (a sinistra Élise Delzenne)

Dopo un campo invernale di preparazione con la nuova squadra a Los Osos in California, partecipa al Tour of Qatar. Tra marzo e aprile prende parte tra le altre alla Le Samyn, al trittico della Ronde van Drenthe (Drentse 8, contribuendo al successo della compagna Chantal Blaak e chiudendo dodicesima, Ronde van Drenthe Worldcup e EDRcup), alla Gand-Wevelgem, al Grand Prix de Dottignies e alla Dwars door de Westhoek. In maggio ottiene un quarto posto alla Ronde van Overijssel —vince la sua compagna di squadra Lisa Brennauer— mentre al The Women's Tour, in Inghilterra, va in fuga solitaria nella prima tappa venendo però ripresa a 1 km dall'arrivo: l'indomani indossa comunque il numero rosso di combattiva di giornata.
Ai campionati francesi su strada si classifica ancora quarta a cronometro, mentre nella prova in linea non riesce a stare con le migliori e nella volata del gruppo ottiene il decimo posto. In luglio aiuta le compagne di squadra Evelyn Stevens e Lisa Brennauer a concludere prima e terza nella Thüringen Rundfahrt; è poi sesta all'Erpe-Mere - Erondegem e prima in un criterium in Belgio. Con la Nazionale partecipa quindi alla Route de France e al Tour de l'Ardèche: in questa gara si classifica quarta nella terza tappa. Viene quindi convocata per la prova in linea dei campionati del mondo di Ponferrada, in cui aiuta Pauline Ferrand-Prévot a vincere il titolo iridato.
Ai campionati francesi su pista vince la medaglia d'argento nell'inseguimento individuale e nello scratch, il bronzo dell'inseguimento a squadre con la formazione regionale e il titolo nazionale nella corsa a punti. In stagione è in evidenza anche all'International Belgian Open a Gand, ottenendo la vittoria nella corsa a punti e il secondo posto nell'inseguimento.

### 2015: Velocio-SRAM
Nel 2015 la sua squadra assume la denominazione Velocio-SRAM. Delzenne inizia la stagione su pista: partecipa prima alla prova di coppa del mondo a Cali, è poi convocata per i campionati del mondo a Saint-Quentin-en-Yvelines per le prove dell'inseguimento individuale e a squadre e della corsa a punti, in cui si classifica rispettivamente nona, quindicesima e quarta. Nella stagione su strada si aggiudica la Dwars door de Westhoek e la quinta tappa della Gracia-Orlová tra aprile e maggio; in giugno si piazza quinta sia a cronometro che in linea ai campionati nazionali, mentre in agosto si classifica seconda alla Erondegemse Pijl. In settembre partecipa anche alla prova in linea dei campionati del mondo di Richmond, ritirandosi. A fine anno, tornata alle corse su pista, si laurea quindi campionessa nazionale nell'inseguimento individuale e nello scratch, confermando inoltre il titolo nella corsa a punti; si aggiudica inoltre la gara di scratch all'International Belgian Open.

## Palmarès

### Strada
- 2007 (Juniors)

Campionati francesi, Prova in linea Juniors
- 2013 (Bourgogne-Pro Dialog, una vittoria)

Campionati francesi, Prova in linea
- 2015 (Velocio-SRAM, due vittorie)

Dwars door de Westhoek
5ª tappa Gracia-Orlová (Orlová > Orlová)
- 2016 (Lotto-Soudal Ladies, due vittorie)

1ª tappa Trophée d'Or (Chassy > Villequiers, cronometro)
Classifica generale Trophée d'Or
- 2017 (Lotto-Soudal Ladies, una vittoria)

2ª tappa Festival Elsy Jacobs (Garnich > Garnich)

#### Altri successi
- 2015 (Velocio-SRAM)

Classifica scalatrici Thüringen Rundfahrt
- 2016 (Lotto-Soudal Ladies)

Boortmeerbeek
Campionato Provinciale Vlaams-Brabant

### Pista
- 2014

Campionati francesi, Corsa a punti
Belgian Open (Gent), Corsa a punti
- 2015

Campionati francesi, Inseguimento individuale
Campionati francesi, Scratch
Campionati francesi, Corsa a punti
Belgian Open (Gent), Scratch
- 2016

Fenioux, Inseguimento individuale
Campionati francesi, Inseguimento individuale
Campionati francesi, Corsa a punti
1ª prova Coppa del mondo 2016-2017, Scratch (Glasgow)

## Piazzamenti

### Grandi Giri
- Giro d'Italia

2015: non partita (6ª tappa)

### Classiche monumento
- Giro delle Fiandre

2017: 33ª
- Liegi-Bastogne-Liegi

2017: 44ª

### Competizioni mondiali
- Campionati del mondo su strada

Toscana 2013 - In linea Elite: ritirata
Ponferrada 2014 - In linea Elite: 43ª
Richmond 2015 - In linea Elite: ritirata
Bergen 2017 - In linea Elite: 37ª
- Campionati del mondo su pista

Saint-Quentin-en-Yvelines 2015 - Corsa a punti: 4ª
Saint-Quentin-en-Yvelines 2015 - Inseguimento individuale: 9ª
Saint-Quentin-en-Yvelines 2015 - Inseguimento a squadre: 15ª
Londra 2016 - Corsa a punti: 15ª
Londra 2016 - Inseguimento individuale: 6ª
Hong Kong 2017 - Inseguimento a squadre: 7ª
Hong Kong 2017 - Inseguimento individuale: 16ª
Hong Kong 2017 - Corsa a punti: 17ª

### Competizioni europee
- Campionati europei su strada

Valkenburg 2006 - In linea Juniores: ritirata
Plumelec 2016 - In linea Elite: 15ª
Herning 2017 - In linea Elite: 78ª
- Campionati europei su pista

Grenchen 2015 - Corsa a punti: 2ª
Grenchen 2015 - Inseguimento individuale: 2ª
Saint-Quentin-en-Yvelines 2016 - Corsa a punti: 8ª
Saint-Quentin-en-Yvelines 2016 - Inseguimento individuale: 5ª
Berlino 2017 - Inseguimento a squadre: 4ª
Berlino 2017 - Inseguimento individuale: 10ª